# Freedom Fighters
Freedom Fighters – gra komputerowa z gatunku strzelanek trzecioosobowych stworzona przez studio IO Interactive. Akcja gry ma miejsce w alternatywnej rzeczywistości, w której Związek Radziecki atakuje Stany Zjednoczone. Gracz wciela się w Chrisophera Stone’a – hydraulika, którego brat zostaje porwany przez włodarzy ZSRR, wskutek czego przystępuje on do organizacji ruchu oporu Freedom Fighters. 
Gra zawiera elementy taktyczne – pod komendą gracza znajduje się zarówno główny bohater, jak i jego towarzysze. Teren działania gracza jest bardzo zróżnicowany, m.in. gracz uczestniczy w walkach o posterunek policji, pocztę, magazyny, port czy stację telewizyjną. Podczas tworzenia gry użyto silnika graficznego Glacier, a muzykę do gry skomponował Jesper Kyd.

## Fabuła
Akcja gry toczy się w alternatywnej rzeczywistości, w której Związek Radziecki samodzielnie wygrywa II wojnę światową, zrzucając na Berlin pierwszą bombę atomową. Do końca lat 50. Wielka Brytania jako ostatnie europejskie państwo poddaje się i staje się kolejną republiką radziecką. Do końca lat 70. w ramach „wsparcia militarnego” Armia Czerwona wkracza do Ameryki Środkowej. W połowie lat 90. w Meksyku zwycięstwo w wyborach świętuje Partia Komunistyczna. Latem 2003 roku Związek Radziecki dokonuje inwazji na Stany Zjednoczone.
Bracia Chris i Troy Stone, prowadzący wspólnie w Nowym Jorku firmę świadczącą usługi hydrauliczne, otrzymują zlecenie w mieszkaniu Isabelli Angelini, przywódczyni antyradzieckiego ruchu „Ostrzeżenie przed Czerwonymi”. Mieszkanie okazuje się opustoszałe, a chwilę później wpadają do niego żołnierze Armii Czerwonej, chcący pojmać Angelinę. Rozpoczyna się sowiecka inwazja. Troy zostaje w trybie natychmiastowym aresztowany jako „narzeczony” Isabelli, podczas gdy Chris pozostaje niezauważony. Opuszczając mieszkanie obezwładnia żołnierza okładającego starszego mężczyznę. Starszy pan przedstawia się jako Jones i z miejsca werbuje Chrisa. Uciekając ostrzeliwanymi ulicami napotykają niejakiego Phila Bagztona, który ułatwia im ukrycie się w kanałach pod Nowym Jorkiem.
Tymczasem na powierzchni wojska radzieckie bez większych problemów zajmują miasto. Armia Stanów Zjednoczonych poddaje się bez walki wobec groźby ataku atomowego przy pomocy głowic umieszczonych na Kubie oraz okrętach podwodnych, które otaczają całe wybrzeże Ameryki. Rząd, wraz z prezydentem, zostaje aresztowany i oskarżony o zbrodnie przeciwko ludzkości. Wolne media zastępuje propagandowa stacja telewizyjna. Armia Czerwona przekształca każdy nadający się do tego budynek w posterunek wojskowy. Od tej pory gracz kieruje poczynaniami Chrisa, który przystępuje do ruchu oporu.

## Rozgrywka
Freedom Fighters jest grą z gatunku strzelanek trzecioosobowych, w której gracz porusza się po ulicach Nowego Jorku, walcząc z siłami Armii Czerwonej. Wraz z każdym wykonanym zadaniem oraz pobocznymi elementami, jak choćby pomoc rannym cywilom, gracz zyskuje charyzmę. Im wyższy jest jej poziom, tym więcej ludzi można przyłączyć do drużyny.
Podczas rozgrywki gracz może wydawać proste polecenia, takie jak „za mną”, „atak” czy „broń”, przy czym należy zaznaczyć, że członkowie oddziału nawet bez poleceń będą w stanie wyjątkowo skutecznie walczyć, co także jest wyróżnikiem na tle innych gier tego typu. Na każdej mapie znajduje się kilka miejsc, w których można natknąć się na grupki ruchu oporu. Nawet w sytuacji, kiedy poziom charyzmy uniemożliwi graczowi zwerbowanie ich, w sytuacji zagrożenia rozproszą się i rozpoczną ostrzał wroga. Poza samymi członkami ruchu oporu gracz może natrafić na rannych żołnierzy, którzy po opatrzeniu będą walczyć po jego stronie.
Gra podzielona jest na kilkanaście misji, z których każda zawiera kilka zadań. Zadania posiadają szczegółowo opisane i zaznaczone na mapce cele. Gracz sam decyduje o kolejności ich wykonywania, przy czym kolejność ta może mieć wpływ na rozgrywkę. Każde zadanie zostaje uznane za zakończone z chwilą, gdy gracz w określonym miejscu wciągnie na maszt amerykańską flagę.
System zapisu stanu gry opiera się na zasadzie checkpointów znanych z konsoli. Miejscem zapisu są włazy kanalizacji. Gracz, korzystając z niego, może nie tylko zapisać stan gry, ale także w razie kłopotów wycofać się do swojej bazy, gdzie będzie mógł się uleczyć, uzupełnić zapasy i wrócić do wykonywanego dotychczas zadania lub rozpocząć inne.
Choć w grze występuje cała gama broni, gracz może jednorazowo posiadać przy sobie tylko jedną broń główną i jedną boczną. Oznacza to zatem, że przykładowe uzbrojenie będzie składało się ze strzelby i pistoletu wraz z określonym zapasem amunicji. W trakcie wykonywania misji można zmieniać broń na dowolną znalezioną, niemniej zawsze gracz może posiadać wyłącznie jedną broń główną i jedną boczną.

## Tworzenie
W maju 2002 roku Electronic Arts ogłosiło, że pracuje nad grą Freedom: The Battle for Liberty Island. Tytuł został później zmieniony na Freedom: Soldiers of Liberty, a ostatecznie na Freedom Fighters. Wersję demonstracyjną prezentującą jedną z misji wydano w sierpniu 2003 roku, a miesiąc później gra trafiła do tłoczni. Za warstwę audio odpowiedzialny był Jesper Kyd wraz z węgierskim chórem radiowym.